# Denis Berezovski
Denis Valentinovitch Berezovski (russe : Дени́с Валенти́нович Березо́вский, ukrainien : Денис Валентинович Березовський (Denys Valentynovych Berezovskyi)), né le 15 juillet 1974, est un officier de marine russo-ukrainien. Il est contre-amiral et le commandant adjoint de la flotte russe de la mer Noire. Il est également un ancien commandant de la marine ukrainienne. 
Il est nommé commandant en chef de la marine ukrainienne par le président par intérim Oleksandr Tourtchynov le 1er mars 2014, après que le commandant par intérim de la marine ukrainienne Sergueï Yelysseïev a fait défection en Russie le même jour. Après avoir servi pendant une seule journée, le 2 mars, il fait lui aussi défection au sein du gouvernement séparatiste pro-russe autoproclamé de Crimée pendant la crise de Crimée de 2014,. 
Le 24 mars 2014, le ministre russe de la Défense Sergueï Choïgou nomme Berezovski commandant adjoint de la flotte russe de la mer Noire. Le 5 mars 2014, le bureau du procureur général d'Ukraine émet une ordonnance de détention destinée à Berezovski, soupçonné de « haute trahison ».

## Jeunesse
Denis Berezovski naît le 15 juillet 1974 à Kharkiv, en URSS, et plus précisément en RSS d'Ukraine. 

## Carrière militaire

### Dans la marine ukrainienne
Diplômé de l'Institut naval supérieur de Nakhimov (Sébastopol) en 1996, Berezovski est le commandant de la frégate Hetman Sahaydatchniy de 2002 à 2005. Le 6 décembre 2012, il est promu au grade de contre-amiral. En 2012 et 2013, il dirige les exercices conjoints avec l'Ukraine et les États-Unis, SeaBreeze 2012 et SeaBreeze 2013. Avant le 1er mars 2014, il est commandant adjoint de l'entraînement au combat - chef de l'entraînement au combat de la marine ukrainienne[réf. nécessaire]. Le 1er mars 2014, le Président Tourtchynov le nomme Commandant des Forces Navales de l'Ukraine,. Dans la matinée du 2 mars 2014, Berezovsky est démis de ses fonctions de commandant de la marine ukrainienne après avoir donné l'ordre de déposer les armes. Après avoir été démis de ses fonctions, il apparaît dans les médias pour annoncer qu'il faisait défection, rejoignant les nouvelles autorités de Crimée soutenues par la Russie en « prêtant allégeance au peuple de Crimée ». 

### Défection
Le 2 mars 2014, Berezovski fait défection vers les nouvelles autorités de Crimée soutenues par la Russie et prête « serment d'allégeance au peuple de Crimée »,,. Les autorités ukrainiennes annoncent, elles, que : « Plus tôt dans la matinée du même jour », il a été démis de ses fonctions dans la marine ukrainienne « pour ne pas avoir géré la marine dans des conditions extrêmes », sur décision du ministre de la Défense, Ihor Tenioukh,,,. Dmitro Tymchuk, le chef du Centre de recherche militaire et politique, suggère sur sa page Facebook que Berezovski avait prêté allégeance lorsque sa famille avait été kidnappée et retenue en otage. Sa défection a immédiatement conduit l'Ukraine à lancer une affaire de trahison contre lui, et la nomination de Serhiy Haydouk en tant que son successeur. 
Le 3 mars 2014, Berezovski et Haïdouk s'adressent aux officiers de la marine ukrainienne. Les officiers applaudissent lorsque Haydouk leur lit l'ordre qui démet Berezovski de son poste et que Berezovski fait face à des accusations de trahison ; cela est suivi par le chant spontané de l'hymne national ukrainien. Berezovski tente alors en vain d'attirer les officiers vers la flotte de Crimée nouvellement proclamée dont il a été nommé chef - leur assurant qu'ils conserveraient leurs rangs et qu'il n'y aurait pas d'interruption du paiement des salaires.  Il affirme que « Viktor Ianoukovytch est le président légitimement élu de l'Ukraine », et qu'il n'y aurait donc pas de rupture de serment s'ils servaient la Crimée puisque « la prise du pouvoir à Kiev a été orchestrée de l'étranger » (faisant référence à la révolution de la Dignité). 

### Dans la marine russe
Le 24 mars 2014, le ministre russe de la Défense, Sergueï Choïgou, accompagné d'un groupe d'officiers du ministère de la Défense, se rend en Crimée où il nomme le contre-amiral Denis Berezovski nouveau commandant adjoint de la flotte russe de la mer Noire[réf. nécessaire]. Il occupe ce poste jusqu'au 15 octobre 2015, avant d'être réaffecté à la flotte russe du Pacifique, en tant que commandant adjoint en novembre 2018. Le 20 février 2020, il reçoit le grade de vice-amiral.

## Distinctions
- Médaille "Pour service irréprochable", 3e classe (27 juin 2007, révoquée en mars 2014) - pour sa contribution personnelle au renforcement de la défense de l'Ukraine, l'exécution exemplaire du devoir militaire et le Jour des forces navales d'Ukraine[21].
- Le mémorial "230 ans de la flotte de la mer Noire de la fédération de Russie" (flotte de la mer Noire de la marine russe, 2013) - pour sa participation active à la préparation et à la conduite des exercices conjoints ukraino-russes "Fairway of Peace 2013" montré un haut niveau de formation théorique, de maîtrise de la mer, du terrain et du vol[22].